# Dalimamedli
Dalimamedli (ryska: Дальмамедли) är en ort i Azerbajdzjan.   Den ligger i distriktet Goranboj, i den centrala delen av landet, 280 km väster om huvudstaden Baku. Dalimamedli ligger 241 meter över havet och antalet invånare är 5 513.
Terrängen runt Dalimamedli är platt åt nordost, men åt sydväst är den kuperad. Runt Dalimamedli är det ganska tätbefolkat, med 70 invånare per kvadratkilometer.. Närmaste större samhälle är Ganja, 17,8 km väster om Dalimamedli.
Trakten runt Dalimamedli består till största delen av jordbruksmark.